# Sound of Music (album av Sound of Music)
Sound of Music var popguppen Sound of Musics debutalbum, utgivet i juni månad 1986 på LP och kassett. Medlemmarna Peter Grönvall, Angelique Widengren och Nanne Nordqvist slog igenom i Melodifestivalen 1986 med bidraget Eldorado.

## Låtlista
1. A Pretty Lovesong
2. El Dorado (engelsk version)
3. Peek-A-Boo
4. West Indies Nights
5. One More Lonely Night
6. Listen to the Radio
7. Self Erection
8. Dazzle Light
9. Blue Magic Woman
10. Eldorado (svensk version)
11. West Indies Nights

## Medverkande
- Nanne Nordqvist - sång
- Angelique Widengren - sång
- Peter Grönvall - synt

### Fotnoter
1. ↑  Sound of Music på Svensk mediedatabas
2. ↑  Sound of Music på Svensk mediedatabas